# Grand Prix Union-Brauerei
Il Grand Prix Union-Brauerei era una corsa in linea di ciclismo su strada maschile che si svolgeva in Germania ogni anno ad agosto.

## Albo d'oro
Aggiornato all'edizione 1984.
| Anno | Vincitore           | Secondo            | Terzo             |
| ---- | ------------------- | ------------------ | ----------------- |
| 1962 | Piet Damen          | Jaap Kersten       | Koen Niesten      |
| 1963 | Willy Vannitsen     | Jacques Anquetil   | Horst Oldenburg   |
| 1964 | Rudi Altig          | Hans Junkermann    | Peter Post        |
| 1965 | Jan Hugens          | Jan Lauwers        | Wim de Jager      |
| 1966 | Wim de Jager        | Peter Glemser      | Guido De Rosso    |
| 1967 | Jean-Baptiste Claes | Winfried Boelke    | Peter Post        |
| 1968 | Eric De Vlaeminck   | Roger Legrange     | Frans Verbeeck    |
| 1969 | Julien Stevens      | Winfried Boelke    | Walter Godefroot  |
| 1970 | Eddy Merckx         | Noël Vanclooster   | Maurice Dury      |
| 1971 | Herman Van Springel | Julien Stevens     | Eddy Merckx       |
| 1972 | Eddy Merckx         | Wilfried Peffgen   | Gerben Karstens   |
| 1973 | Antoine Houbrechts  | Willy Teirlinck    | Eddy Merckx       |
| 1974 | Hennie Kuiper       | Joseph Bruyère     | Joseph Huysmans   |
| 1975 | Rik Van Linden      | André Dierickx     | Dietrich Thurau   |
| 1976 | André Dierickx      | Dietrich Thurau    | Roland Schar      |
| 1977 | Dietrich Thurau     | Jozef Jacobs       | Frank Hoste       |
| 1978 | Gery Verlinden      | Daniel Willems     | Alfons De Bal     |
| 1979 | Patrick Sercu       | Sean Kelly         | Willem Peeters    |
| 1980 | Jostein Wilmann     | Bruno Wolfer       | Roberto Ceruti    |
| 1981 | Theo de Rooy        | Gregor Braun       | Jean-Marie Grezet |
| 1982 | Ad Wijnands         | Adri van der Poel  | Erik McKenzie     |
| 1983 | Theo de Rooy        | Gérard Velscholten | Adri van der Poel |
| 1984 | Gérard Velscholten  | Theo de Rooy       | Louis Luyten      |